# Saleen S281
La Saleen S281 est une automobile dérivée de la Ford Mustang GT préparée par le préparateur automobile américain Saleen.
La S-281SC, seconde de la longue série des S281, est dotée d'un moteur V8 de 4,6 L équipé d'un compresseur développant 465 chevaux, de freins beaucoup plus puissant, et de roues de 20 pouces.

## Modèles
Modèles produits de 1996 à 2009 :
- S-281/S-281 3V : modèle original coupé et cabriolet à moteur atmosphérique (« 3V » pour « 3-Valve ») ;
- S-281SC : modèle avec compresseur (« SC » pour « Supercharged ») ;
- S-281C : variation de Saleen de la Ford SVT Cobra présentée en 1996 (« C » pour « Cobra ») ;
- S-281E : modèle avec compresseur et un V8 de 4,6 L développé par Saleen (« E » pour « Extreme ») ;
- S-281RF/S-281AF : modèle avec compresseur (« RF » pour « Red Flag » et « AF » pour « American Flag » - deux finitions), moins chère que la SC ;
- H-281 3V : moteur 3-Valve, 60 exemplaires construits (49 coupés et 11 cabriolets) ;
- H-281DG : modèle avec compresseur, basé sur la Boss 302 Mustang de Dan Gurney. 300 exemplaires construits (100 bleus, 100 rouges, 100 blancs) ;
- Racecraft 420-S : version plus légère et plus sportive de la S281 avec peu de modifications, aussi connue comme la S-281SC Sport ;
- SA-15 : 15e anniversaire de Saleen (1998) ;
- SA-20 : 20e anniversaire de Saleen (2003).